# Velika loža Kosova
Velika loža Kosova (alba. Lozha e Madhe e Kosovës; srps. Велика ложа Косова), skraćeno LMK, je tradicionalna slobodnozidarska velika loža u Kosovu. Osnovana je 2018. godine uz pomoć Velike lože Albanije.

## Povijest
Prve tri lože u Kosovu osnovane su pod pokroviteljstvom Velike lože Albanije, u to vrijeme regularne velike lože. Prvo je 2014. godine osnovana Loža "Dardanija" u Prištini. Dvije godine kasnije, 2016., osnovane su još dvije lože u Prištini, "Ex Oriente Lux" i "Ulpijana". Ove tri prištinske lože su se 17. veljače 2018. izdvojile i uspostavile Veliku ložu Kosova. Pet mjeseci kasnije, u lipnju 2018. godine, Ujedinjena velika loža Engleske je objavila prekid odnosa i povukla priznanje Velike lože Albanije, kao regularne velike lože, zbog poduzetih aktivnosti u Kosovu. Četvrta loža u Prištini, Loža "Pitagora", osnovana je 2018. godine. 
Prva loža izvan Prištine, Loža "Sveti Alban", osnovana je 2021. godine u Đakovici.

## Ustroj
Sjedište Velike lože Kosova je u Prištini, glavnom gradu Kosova.

### Lože
U srpnju 2024. godine pod zaštitom ove velike lože radi pet loža, od toga su četiri u Prištini i jedna u Đakovici:
- Loža "Dardanija" (Lozha Dardania) br. 1, Priština[6] – nosi naziv po antičkoj državi Dardaniji na području današnjeg Kosova; osnovana kao loža br. 4 pod zaštitom Velike lože Albanije.
- Loža "Ex Oriente Lux" (Lozha Ex Oriente Lux) br. 2, Priština[7] – nosi naziv po latinskom aforizmu koji znači "Svjetlo s Istoka";[8] osnovana pod zaštitom Velike lože Albanije.
- Loža "Ulpijana" (Lozha Ulpiana) br. 3, Priština[9] – nosi naziv po starorimskog gradu Ulpijana kod današnje Gračanice na Kosovu; osnovana pod zaštitom Velike lože Albanije.
- Loža "Pitagora" (Lozha Pitagora) br. 4, Priština[10] – nosi naziv po starogrčkom matematičaru Pitagori.
- Loža "Sveti Alban" (Lozha Shën Albani) br. 5, Đakovica[11] – nosi naziv po britanskom kršćanskom mučeniku i svetcu Svetom Albanu.

### Uprava
Velikom ložom Kosova upravlja veliki majstor (alba.  Mjeshtër i Madh) koji se bira na trogodišnje razdoblje.

### Obredi
Velika loža Kosova upravlja simboličkim stupnjevima plave lože (učenik, pomoćnik i majstor) i delegira upravljanje visokim stupnjevima na dodatna tijela i redove.

## Vanjske poveznice
- Službena stranica
- Facebook stranica
- Instagram stranica